# サイトーくんは超能力者らしい
『サイトーくんは超能力者らしい』（サイトーくんはエスパーらしい）は、いみぎむるによる日本の漫画作品。ワニブックス『コミックガム』において2011年4月号より2013年9月号まで連載された。

## あらすじ
部活動の盛んな天杜学園に入学した斉藤宗一郎はスプーン曲げの超能力が使えることが自慢で、入学式後の自己紹介でスプーン曲げを披露して女子にモテることを目論んでいた。しかし、実際にスプーン曲げを披露するとクラス中の笑い物になり、遂には自分のあだ名が「スプーン」になってしまう。
担任から「超能力研究部」の存在を聞かされた斉藤は早速、部室を訪ねるがそこには部員の女子生徒・小泉ことりに怪我をさせられた仕返しの為に不良生徒が待ち伏せていた。面倒事に関わりたくないと思った斉藤の前に当のことりが現れ、いきり立つ不良をよそに斉藤の手を引いて屋上へ連れて行く。そして、ことりは斉藤に絶対に自分の手を離さないように言って、2人で地上へ飛び降りた。ことりは自分自身、そして自分と直に接触する相手を不死身の体にする超能力者だったのである。紆余曲折を経て、斉藤は部員不足の為に廃部寸前であった超能力研究部へ入部することになるが、男子部員は斉藤1人だけでことりを始め他の女子部員はそれぞれ、斉藤よりも遥かに実用性の高い超能力を身に着けていたのであった。

## 登場人物

### 超能力研究部
斉藤 宗一郎（さいとう そういちろう）
主人公。1年3組に所属。スプーン曲げの超能力を持っていることが自慢で、入学早々に自己紹介で能力を披露して華々しく高校デビューをしようと目論んでいたが、実際にやるとクラス全員から奇術扱いで笑い物にされた末にあだ名が「スプーン」になってしまった。「超能力で女子にモテる」と言う当初の目論見は外れたものの、担任に紹介されて入部した超能力研究部は男子部員が斉藤1人だけなので一応、女子に囲まれた学園生活を送れてはいる。しかし、日頃から下心が丸出しなせいで他の部員からの人望は余り無い。
小泉 ことり（こいずみ ことり）
2年女子の部員。女子部員の中で一番バストが大きい。自分自身、そして手を繋ぐなど自分と直に接触している相手を不死身の体にする超能力者で、不良にナンパされて断った際に顔を殴られたら逆に相手の方が骨折してしまうほどの頑丈さを誇る。性格は天然気味で余り自分の方から攻撃を仕掛けることは無いが、斉藤のセクハラ紛いな行動には困惑している。
山々田 夕希（やまやまだ ゆうき）
2年女子の部員。斉藤のスプーン曲げとは比べ物にならないレベルの念力を操り、掌底打ちの要領で相手を吹き飛ばす戦術を得意とする超能力者。「山々田」という苗字にコンプレックスが有り、自己紹介でもなかなか教えようとしない。
志乃森 静佳（しのもり しずか）
1年女子の部員。テレパシーが使える超能力者。内向的で目立つことを好まない性格の為、影の薄さから部員間で存在を忘れられてしまうこともある。
西原 なお（にしはら なお）
1年女子の部員。手から放電が出来る超能力者。なおに感電させられる生徒が続出し、生徒会が手を焼いていた所を超能力研究部がスカウトして入部させ、規定の部員定数充足を達成した。斉藤が近くにいると放電しても攻撃対象でなく斉藤が持つスプーンを直撃してしまうが、なおは斉藤が身を挺して相手をガードしているのだと勘違いしている。

### 生徒会
生徒会長（せいとかいちょう）
天杜学園の生徒会を仕切る、眼鏡がトレードマークの男子生徒。超能力研究部を目の敵にしており、規定の部員定数割れを理由に強制廃部を通告していた。数字が苦手で廃部を通告した際の定数不足が「2人」のところを「1人」と勘違いしていたが、周囲からのサジェスチョンに対して逆切れするなど大人げない態度が目立つ。
遠野目（とおのめ）
生徒会副会長。眼鏡にポニーテールがトレードマークの女子生徒。瞬間移動が出来る超能力者で、生徒会長の機嫌取りで他の役員に入部届の提出を妨害されて物置に監禁されていた斉藤を救出した。生徒会の仕事が多忙なことを理由に超能力研究部への入部は辞退しているが、自身が超能力者であることから会長とは対照的に部の活動には理解を示している。

### 一般生徒
花村（はなむら）
斉藤の同級生。プリンが好物。
吉田（よしだ）
天然パーマな頭を特徴とする斉藤の同級生。ミユキという彼女がおり、なおの放電が原因で斉藤の頭が天然パーマになった際は吉田が浮気をしているとミユキに誤認されて殴られた。
珍堂 珍太郎（ちんどう ちんたろう）
不良生徒。ことり、夕希、なおとナンパして断られた相手がことごとく超能力者で、その度に逆切れを起こしては返り討ちに遭っている。

## 書誌情報
- いみぎむる、『サイトーくんは超能力者らしい』 ワニブックス〈ガムコミックスプラス〉、全4巻
  1. 2011年9月10日初版発行（8月25日発売）、ISBN 978-4-8470-3784-9
  2. 2012年3月25日初版発行（3月10日発売）、ISBN 978-4-8470-3812-9
  3. 2012年10月25日初版発行（10月25日発売）、ISBN 978-4-8470-3833-4
  4. 2013年9月25日初版発行（9月26日発売）、ISBN 978-4-8470-3890-7